# Eilema distigma
Eilema distigma är en fjärilsart som beskrevs av Turner 1940. Eilema distigma ingår i släktet Eilema och familjen björnspinnare. Inga underarter finns listade i Catalogue of Life.